# Синхронізатор (коробка передач)

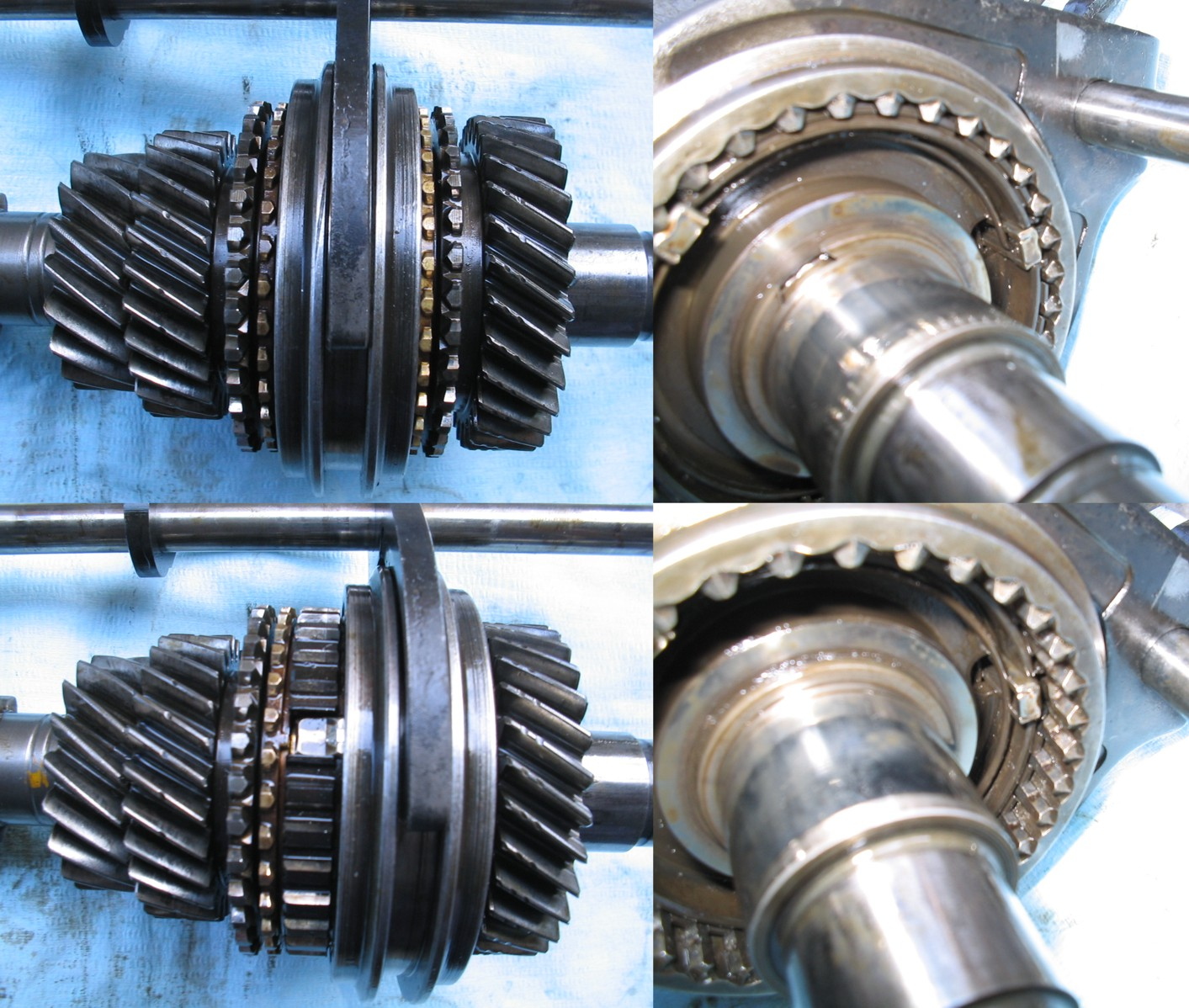
Синхронізатор: муфта увімкнення в нейтральному положенні (вгорі); муфта у положенні увімкненої передачі (внизу)

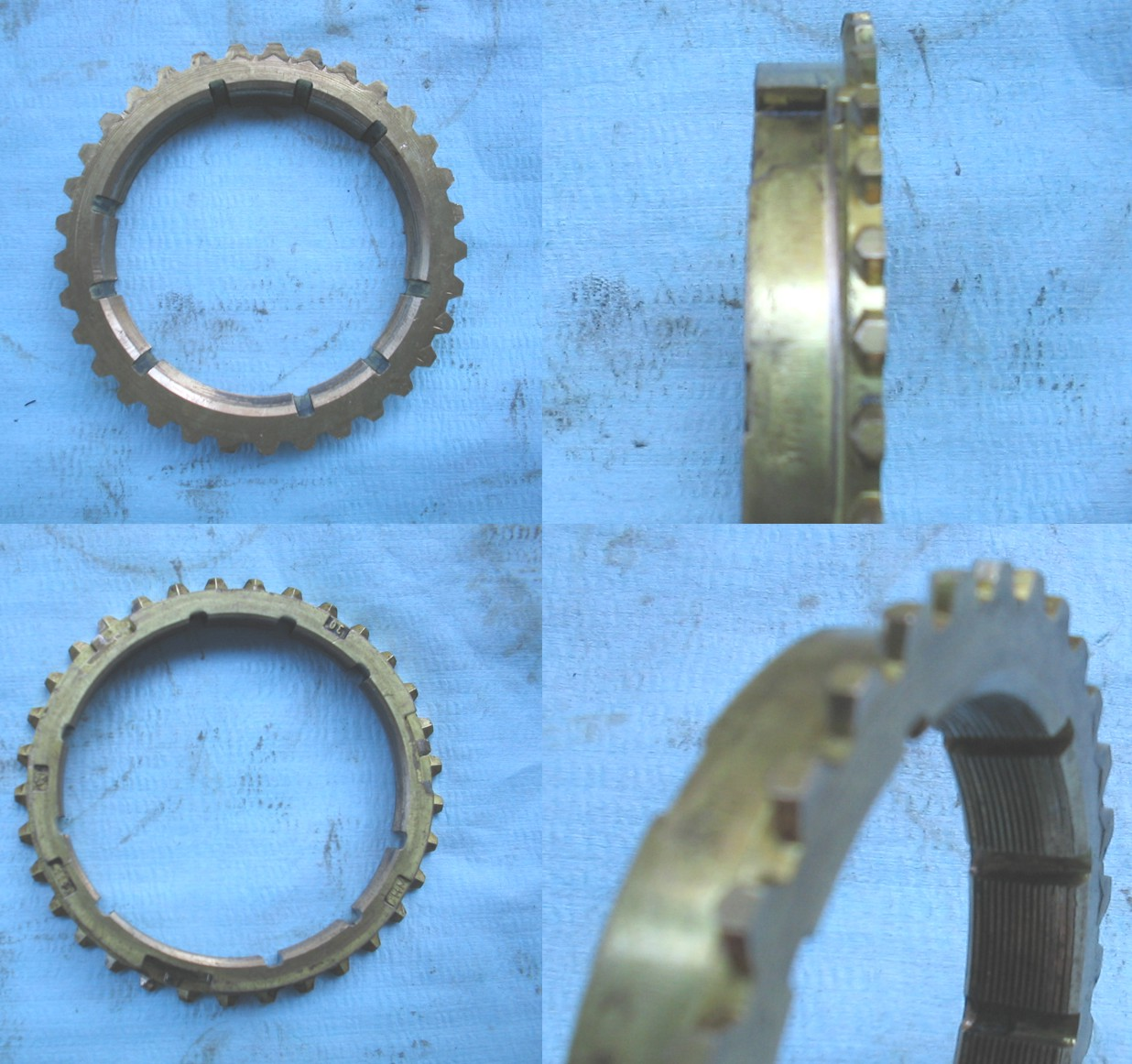
Блокувальне кільце синхронізатора коробки передач

Робота синхронізатора: 1. Нейтральне положення. 2. Положення синхронізації обертання валу і шестерні. 3. Положення увімкненої передачі

Синхроніза́тор коро́бки переда́ч (англ. synchromesh) — складова частина коробок передач транспортних засобів, призначена для безударного зачеплення ковзної муфти зі встановленим (зазвичай — через голчастий підшипник) зубчастим колесом. Окрім плавного перемикання передач синхронізатор зменшує зношення механічної передачі, шум при перемиканні і, тим самим, збільшує термін служби коробки передач. Синхронізаторами обладнуються всі механічні та роботизовані коробки передач автомобіля, в тому числі і передача заднього ходу.

## Конструктивний розв'язок
Типова механічна коробка передач використовує набори пар зубчастих коліс, з яких частина розташована на проміжному валу, і перебуваючи у постійному зачепленні з парними до них зубчастими колесами, жорстко закріпленими на первинному валу, можуть вільно обертатись на голчастих підшипниках у своїх маточинах.
Так як пари коліс мають різну кількість зубів й передавальне відношення, що дає змогу змінювати передавальне число коробки. Цей конструктивний розв'язок приводить до того, що ведені зубчасті колеса, а отже і вторинний вал коробки передач, будуть обертатись із різною швидкістю.

## Будова синхронізатора
Для механічного сполучення проміжного вала коробки з тим чи іншим вторинним зубчастим колесом використовуються ковзні по шліцях проміжного валу муфти. Але оскільки у кожний конкретний момент переходу з нейтралі в зачеплений стан кутова швидкість муфти й зубчастого колеса є різними, постало питання попереднього їх зрівнювання — або розгону зубчастого колеса до швидкості обертання муфти, чи його пригальмовування з цією ж метою.
В сучасних механічних коробках передач, зазвичай, це завдання вирішується наступним чином. Торець зубчастого колеса яке повинно працювати в зачепленні має конусну поверхню, а між муфтою синхронізатора і цією шестернею розміщується проміжне бронзове блокувальне кільце із зубчастим вінцем. В конструкції коробки передач один синхронізатор обслуговує дві передачі (шестерні).
Конструктивною основою синхронізатора є маточина. Вона має внутрішні і зовнішні шліці. З допомогою внутрішніх шліців маточина взаємодіє з валом і має можливість осьового переміщення по ньому. Зовнішні шліці сполучають маточину з муфтою увімкнення.
По периметру зовнішнього кола маточини виконані пази у які встановлені підпружинені сухарики. У синхронізаторі сухарики натискають на блокувальне кільце при включенні передачі і забезпечують блокування муфти на етапі синхронізації.
Муфта увімкення (муфта синхронізатора) забезпечує жорстке сполучення вала і шестерні. Муфта посаджена на маточину і має внутрішні шліці. На шліцях виконана кільцева проточка, у якій розташовуються виступи сухариків. Ззовні муфта синхронізатора сполучається з вилкою перемикання передач коробки.
Блокувальне кільце забезпечує синхронізацію й запобігає замиканню муфти до моменту вирівнювання швидкостей обертання вала і шестерні. З внутрішнього боку блокувальне кільце має конічну поверхню, яка взаємодіє з фрикційним конусом шестерні. Ззовні блокувальне кільце має шліці, за допомогою яких здійснюється блокування муфти увімкнення.
На торцевій поверхні блокувального кільця з боку маточини виконано пази, у які входять сухарики маточини. Пази перешкоджають прокручуванню кільця при контакті з фрикційним конусом (в них впираються сухарики). Розмір пазів в 1,5 рази перевищує розмір сухариків. У деяких конструкціях синхронізаторів, навпаки, на блокувальному кільці виконані виступи, а пази — в маточині.

## Принцип роботи
У нейтральному положенні важеля коробки передач муфти синхронізаторів перебувають у середньому положенні, шестерні на веденому валу обертаються вільно, потік потужності не передається.
При переміщенні муфти в бік зубчастого колеса муфта спочатку захоплює бронзове кільце синхронізатора й притискає його до конічної поверхні зубчастого колеса. За рахунок сили тертя, що виникає у цьому місці, зубчасте колесо починає пригальмовуватись (або навпаки, розганятись, якщо воно оберталось повільніше за муфту), і у кінцевому рахунку їх кутові швидкості зрівнюються — тепер у рухомій системі координат зубчасте колесо, кільце синхронізатора і муфта є єдиним цілим, з нерухомими одна відносно одної частинами. Умова для безударного сполучення муфти і зубчастого колеса виконані. Коли швидкості вирівняні, під натиском шліців муфти блокувальне кільце повертається в протилежну сторону, блокування муфти знімається. Далі муфта має можливість подальшого осьового переміщення, і здійснює уже жорстке силове зчеплення із зубчастим колесом за допомогою зубчастих вінців — на ній та колесі. Через це зачеплення і забезпечується передавання крутного моменту для приведення у рух автомобіля (бронзове кільце у передачі робочого зусилля участі не бере).
Незважаючи на велику кількість операцій, весь процес синхронізації і включення передачі займає частки секунди.
Описана схема знайшла застосування у більшості конструкцій механічних коробок передач; її слабким місцем є значна сила тертя при порівняно малій площі конусної поверхні бронзового кільця, що спричиняє його зношування. Для збільшення терміну служби кілець їх часто роблять з двома або трьома конусними поверхнями.
Наприклад, в триконусному синхронізаторі крім блокувального (зовнішнього) кільця встановлюється ще внутрішнє і проміжне кільця. Для запобігання провертання на кільцях виконані виступи, які фіксуються в пазах шестерні і блокувального кільця.
Таким чином, у триконусному синхронізаторі створені три поверхні тертя: між конусом шестерні і внутрішнім кільцем, між внутрішнім і проміжним кільцем, між проміжним та блокувальним кільцем. У залежності від конструкції в одній коробці передач можуть встановлюватись синхронізатори з різним числом конусів.

## Розташування синхронізаторів у коробках передач
Описана вище схема є класичною, але з точки зору кінематики — не має значення, на ведучому чи на проміжному валу встановлені синхронізатор і синхронізоване зубчасте колесо. Тому в коробках передач синхронізатори можуть бути розташовані на будь-якому з цих валів, а також попарно на обох валах, скажімо, синхронізатор I і II передач на первинному валу, а синхронізатор III і IV передач— на проміжному.